# Mazar-i-Sharif
Mazar-i-Sharif (Perzisch: مزار ش ریف) of ook wel Mazar-e Sharíf (en spellingsvarianten) is een stad in het noorden van Afghanistan, nabij de grens met Oezbekistan. De stad valt samen met het gelijknamige district en is de hoofdstad van de provincie Balch.

## Demografie
Bij de laatste volkstelling van 1979 bedroeg het aantal inwoners nog maar 103.372; in 2020 was dat inmiddels gestegen tot naar schatting 469.247 inwoners (4e stad van het land). De bevolking van Mazar-i-Sharif is multi-etnisch en meertalig. Er zijn momenteel geen betrouwbare gegevens over de precieze verdeling van de etnische groepen, maar de meeste bronnen stellen dat Tadzjieken de meerderheid zijn, gevolgd door Oezbeken, Hazara's, Pashtuns, Turkmenen en anderen.
De dominante taal in Mazar-i-Sharif is Dari (de Afghaanse variant van het Perzisch), gevolgd door Pasjtoe. Een minderheid spreekt Oezbeeks en Turkmeens.

## Religieus erfgoed
In Mazar-i-Sharif bevindt zich de vijftiende-eeuwse Blauwe moskee van Mazar-i-Sharif, een moskee met kobaltblauwe en turkooizen koepels en minaretten. Veel pelgrims bezoeken de moskee.
De moskee wordt door de sjiitische moslims vereerd als de graftombe van Imam Ali, de schoonzoon van de profeet Mohammed. Anderen claimen dat de graftombe van Imam Ali in de Iraakse stad Najaf is, in de Imam Alimoskee. Tijdens de invasie door de Sovjet-Unie en de daaropvolgende burgeroorlog is de moskee zwaar beschadigd geraakt, te meer ook omdat de moskee veel minder heilig is voor veel soennieten.

## Militair NAVO-kamp
Bij Mazar-i-Sharif bevindt zich een internationaal NAVO-kamp van waaruit op 1 januari 2015 de uitvoering van de NAVO-missie Resolute Support in de regio Noord van Afghanistan begon. Bij dit kamp ligt Mazar-e Sharif International Airport.

## Verovering door de Taliban in 2021
Op 14 augustus 2021 viel de stad in handen van de Taliban.
Balch · Choelm · Dawlatabad · Dihdadi · Kaldar · Kishindih · Marmoel · Mazar-i-Sharif · Nahri Sjahi · Sjolgara · Sjortepa · Tsjahar Bolak · Tsjahar Kint · Tsjimtal · Zari